# Arroio Grande (distrito de Santa Maria)
Arroio Grande es un distrito del municipio de Santa Maria, en el estado brasileño del Río Grande del Sur. Está situado en la parte norte de Santa Maria. El asiento del distrito se encuentra a 18 km del Centro de Santa Maria. El distrito es conocido como el portal a Quarta Colônia de Imigração Italiana.
El distrito de Arroio Grande posee un área de 130,71 km² que equivale al 7,30% del municipio de Santa María que es 1791,65 km².

## Historia
El distrito fue creado en 1988 por el municipal ley 3099/88 de 1988.

## Límites
Los límites del distrito con los distritos de Palma y la Sede, y, con los municipios de Silveira Martins, Júlio de Castilhos e Itaara.

## Barrios
El distrito de Arroio Grande comprende el siguiente barrio:
- Arroio Grande

## Carreteras y ferrocarriles
- La ferrocarril América Latina Logística cruza por el sur del distrito, en el distrito de la Sede y por una pequeña parte de la frontera de los dos distritos.
- Carreteras en el distrito:
  - RSC-287: En el perímetro sur del distrito.
  - RS-511: También conocida por "Estrada Municipal Norberto José Kipper" y es la principal carretera en el distrito.